# 6198 Shirakawa
6198 Shirakawa eller 1992 AF1 är en asteroid i huvudbältet som upptäcktes den 10 januari 1992 av de båda japanska astronomerna Tsutomu Hioki och Shuji Hayakawa i Okutama. Den är uppkallad efter den japanska staden Shirakawa.
Den tillhör asteroidgruppen Flora.